# Écrans de sable
Pour plus de détails, voir Fiche technique et Distribution.
Écrans de sable est un film franco-italo-tunisien, réalisé par Randa Chahal Sabbagh et sorti en 1991.
C'est son premier film en tant que réalisatrice.

## Synopsis
Une ville au milieu du désert se meurt. Les femmes y sont doublement voilées. Sarah est ambitieuse et impatiente, et veut quitter ce désert où elle est maintenue contre son gré.

## Fiche technique
- Réalisation : Randa Chahal Sabbagh, assisté de Marc-Henri Dufresne
- Scénario : Randa Chahal Sabbagh
- Image : Yórgos Arvanítis
- Musique : Michel Portal
- Costumes : Charlotte David
- Montage : Yves Deschamps
- Genre : drame
- Durée : 90 minutes
- Date de sortie :
  - Italie : 8 septembre 1991 (Mostra de Venise)
  - France : 12 février 1992

## Distribution
- Maria Schneider : Sarah
- Michel Albertini : Talal
- Raouf Ben Amor : le chef des hommes de main
- Hamadi Dhoukar : le chauffeur
- Sandrine Dumas : Dalal
- Tamine Kasdi Chahal : Giorgio
- Laure Killing : Mariame
- Hédi Semlali : l'hôtelier
- Rim Turki : l'employée de banque